# Draft de la MLB de 1993
El draft de 1993 de las Grandes Ligas comenzó con selecciones de primera ronda el 3 de junio de 1993. Alex Rodríguez fue seleccionado en primer lugar en la general por los Seattle Mariners. Otros notables incluyeron reclutas Chris Carpenter, Torii Hunter, Jason Varitek, Scott Rolen, el futuro de la NFL Salón de la Fama Marshall Faulk, y el ganador del Trofeo Heisman, Charlie Ward.

## Selecciones de la primera ronda
|  | All-Star                                 |
|  | Miembro del Salón de la Fama del Béisbol |

| Pick | Jugador           | Equipo                | Posición     | Universidad/Club                    |
| ---- | ----------------- | --------------------- | ------------ | ----------------------------------- |
| 1    | Alex Rodriguez    | Seattle Mariners      | Campocorto   | Westminster Christian School        |
| 2    | Darren Dreifort   | Los Angeles Dodgers   | Pitcher      | Wichita State University            |
| 3    | Brian Anderson    | California Angels     | Pitcher      | Wright State University             |
| 4    | Wayne Gomes       | Philadelphia Phillies | Pitcher      | Old Dominion University             |
| 5    | Jeff Granger      | Kansas City Royals    | Pitcher      | Texas A&M University                |
| 6    | Steve Soderstrom  | San Francisco Giants  | Pitcher      | Fresno State University             |
| 7    | Trot Nixon        | Boston Red Sox        | Outfield     | New Hanover High School             |
| 8    | Kirk Presley      | New York Mets         | Pitcher      | Tupelo High School                  |
| 9    | Matt Brunson      | Detroit Tigers        | Campocorto   | Cherry Creek High School            |
| 10   | Brooks Kieschnick | Chicago Cubs          | Outfield     | University of Texas                 |
| 11   | Daron Kirkreit    | Cleveland Indians     | Pitcher      | University of California, Riverside |
| 12   | Billy Wagner      | Houston Astros        | Pitcher      | Ferrum College                      |
| 13   | Matt Drews        | New York Yankees      | Pitcher      | Sarasota High School                |
| 14   | Derrek Lee        | San Diego Padres      | Primera Base | El Camino High School               |
| 15   | Chris Carpenter   | Toronto Blue Jays     | Pitcher      | Trinity High School                 |
| 16   | Alan Benes        | St. Louis Cardinals   | Pitcher      | Creighton University                |
| 17   | Scott Christman   | Chicago White Sox     | Pitcher      | Oregon State University             |
| 18   | Chris Schwab      | Montreal Expos        | Outfield     | Cretin High School                  |
| 19   | Jay Powell        | Baltimore Orioles     | Pitcher      | Mississippi State University        |
| 20   | Torii Hunter      | Minnesota Twins       | Outfield     | Pine Bluff High School              |
| 21   | Jason Varitek     | Minnesota Twins       | Catcher      | Georgia Institute of Technology     |
| 22   | Charles Peterson  | Pittsburgh Pirates    | Outfield     | Laurens District High School        |
| 23   | Jeff D'Amico      | Milwaukee Brewers     | Pitcher      | Northeast High School               |
| 24   | Jon Ratliff       | Chicago Cubs          | Pitcher      | LeMoyne College                     |
| 25   | John Wasdin       | Oakland Athletics     | Pitcher      | Florida State University            |
| 26   | Kelly Wunsch      | Milwaukee Brewers     | Pitcher      | Texas A&M University                |
| 27   | Marc Valdes       | Florida Marlins       | Pitcher      | University of Florida               |
| 28   | Jamey Wright      | Colorado Rockies      | Pitcher      | Westmoore High School               |

## Selecciones de compensación
| Pick | Jugador              | Equipo             | Posición   | Universidad/Club              |
| ---- | -------------------- | ------------------ | ---------- | ----------------------------- |
| 29   | Kevin Orie           | Chicago Cubs       | Campocorto | Indiana University            |
| 30   | Mike Bell            | Texas Rangers      | Third Base | Moeller High School           |
| 31   | Josue Estrada        | Montreal Expos     | Outfield   | Medardo Carazo High School    |
| 32   | Pat Watkins          | Cincinnati Reds    | Outfield   | East Carolina University      |
| 33   | Marc Barcelo         | Minnesota Twins    | Pitcher    | Arizona State University      |
| 34   | Jermaine Allensworth | Pittsburgh Pirates | Outfield   | Purdue University             |
| 35   | Todd Dunn            | Milwaukee Brewers  | Outfield   | University of North Florida   |
| 36   | Willie Adams         | Oakland Athletics  | Pitcher    | Stanford University           |
| 37   | Matt Farner          | Toronto Blue Jays  | Outfield   | East Pennsboro High School    |
| 38   | Kelcey Mucker        | Minnesota Twins    | Outfield   | Lawrenceburg High School      |
| 39   | Joe Wagner           | Milwaukee Brewers  | Pitcher    | University of Central Florida |
| 40   | Jeremy Lee           | Toronto Blue Jays  | Pitcher    | Galesburg High School         |
| 41   | Mark Lukasiewicz     | Toronto Blue Jays  | Pitcher    | Brevard Community College     |
| 42   | Charles Rice         | Pittsburgh Pirates | First Base | Parker High School            |